# Antonio Maria del Fiore
Antonio Maria del Fiore   (Venècia, segle XV - segle XVI), a vegades anomenat Antonio Maria Fior, va ser un matemàtic italià.

## Vida i obra
Nascut a Venècia, va ser deixeble de Scipione del Ferro a la universitat de Bolonya. El 1526, en morir del Ferro, se suposa que li va facilitar la fórmula per resoldre equacions de tercer grau de la forma {\displaystyle ax^{3}+cx=d}, amb {\displaystyle c,d>0}. En no obtenir plaça de professor a Bolonya, va retornar a la seva Venècia natal.
El 1535, a Venècia, va desafiar Tartaglia a resoldre trenta equacions, amb un resultat desastrós: Tartaglia va resoldre totes les equacions proposades per Fiore, mentre aquest no en va poder resoldre ni una de les proposades per Tartaglia. En aquella época, com que encara no es treballava amb nombres negatius, només hi havia dues formes d'equació cúbica sense terme quadràtic: la abans esmentada i {\displaystyle x^{3}=cx+d}. Les equacions proposades per Tartaglia, eren d'aquesta segona forma i Fiore, que no era un teòric, va ser incapaç de trobar cap transformació per resoldre-les.